# IS-95A
IS-95A (Interim Standard – 95A) – standard sieci radiowej używanej w telefonii komórkowej 
opublikowany w roku 1995 przez Telecommunications Industry Association (TIA). Opisuje on wykorzystanie technologii CDMA jako 
metody dostępu do sieci, strukturę kanałów radiowych o szerokości 1.25 MHz, kwestie związane z kontrolą mocy, z jaką przeprowadzana jest transmisja, procedury związane z rejestracją terminala, zestawiania połączenia, handoveru itp. Na bazie standardu IS-95A operatorzy oferują połączenia głosowe i przesyłanie danych za pomocą komutacji łączy z przepływnością 14.4 kb/s. Sieci oparte na tym standardzie nazywane są sieciami cdmaOne. 